# When I'm Gone (låt, 2024)
When I'm Gone är en låt framförd av Maria Sur i Melodifestivalen 2024. Låten som deltog i den andra deltävlingen, gick direkt vidare till final.
Låten är skriven av Anderz Wrethov, Jimmy Thörnfeldt, Julie Aagaard och artisten själv.

## Röstningsstatistik
I omgång 2 redovisas rösterna genom poäng från tittargrupperna. Maria Sur fick tolvor från alla röstgrupper förutom åldersgruppen 16–29.
| Sång            | Åldersgrupper | Åldersgrupper | Åldersgrupper | Åldersgrupper | Åldersgrupper | Åldersgrupper | Åldersgrupper | Telefon |
| Sång            | 3–9           | 10–15         | 16–29         | 30–44         | 45–59         | 60–74         | 75+           | Telefon |
| --------------- | ------------- | ------------- | ------------- | ------------- | ------------- | ------------- | ------------- | ------- |
| "When I'm Gone" | 12            | 12            | 10            | 12            | 12            | 12            | 12            | 12      |